# Andreas Funke

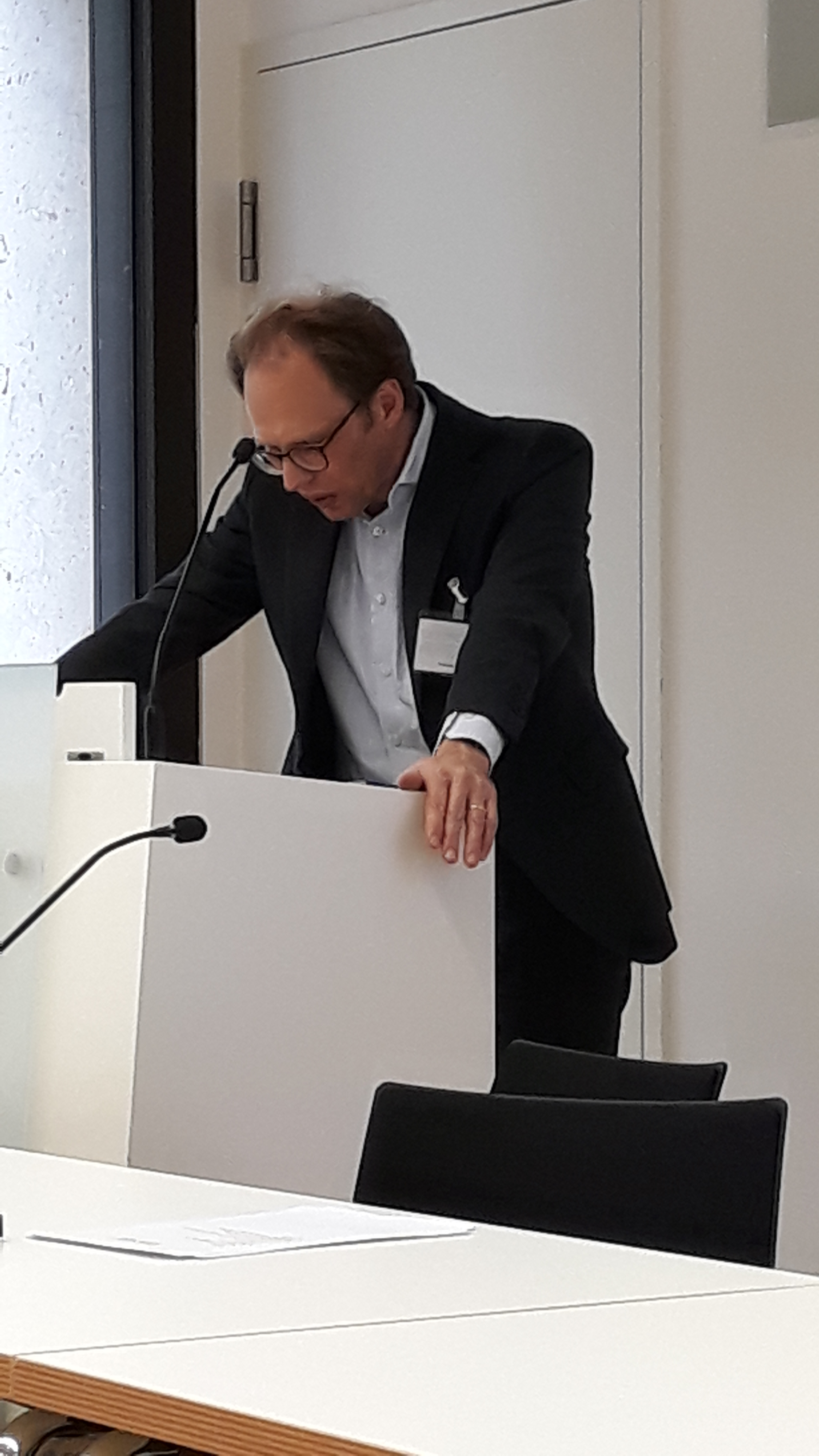
Andreas Funke bei einem Vortrag im Jahre 2019.

Andreas Funke (* 1972) ist ein deutscher Jurist und Hochschullehrer an der Friedrich-Alexander-Universität Erlangen-Nürnberg.

## Leben
Nach dem Studium (1995–2000) der Rechtswissenschaft in Bonn und Köln hatte er von 2001 bis 2003 eine Graduiertenförderung der Friedrich-Ebert-Stiftung inne und war wissenschaftliche Hilfskraft am Institut für Völkerrecht und ausländisches öffentliches Recht der Universität zu Köln bei Bernhard Kempen. Nach dem Referendariat (2003–2005) beim Oberlandesgericht Köln und der Promotion 2004 an der Julius-Maximilians-Universität Würzburg war er von 2005 bis 2012 wissenschaftlicher Mitarbeiter am Institut für Völkerrecht und ausländisches öffentliches Recht in Köln. Von 2008 bis 2011 war er Mitglied des Jungen Kollegs der Nordrhein-Westfälischen Akademie der Wissenschaften und der Künste, 2009 bis 2010 Sprecher. Nach der Habilitation 2010 (Lehrbefugnis für Öffentliches Recht, Völkerrecht, Europarecht und Rechtsphilosophie) bei Bernhard Kempen vertrat er von 2010 bis 2012 Lehrstühle in Bochum, Freiburg im Breisgau, Heidelberg und Konstanz. Seit 2012 hat er den Lehrstuhl für Öffentliches Recht und Rechtsphilosophie der Friedrich-Alexander-Universität Erlangen-Nürnberg inne.
Seine Forschungsgebiete sind die Grundlagen des Verfassungs- und Verwaltungsrechts, Rechtsphilosophie und Migrationsrecht.

## Schriften (Auswahl)
- Allgemeine Rechtslehre als juristische Strukturtheorie. Entwicklung und gegenwärtige Bedeutung der Rechtstheorie um 1900. Tübingen 2004., ISBN 3-16-148476-2.
- Umsetzungsrecht. Zum Verhältnis von internationaler Sekundärrechtsetzung und deutscher Gesetzgebungsgewalt. Tübingen 2010, ISBN 978-3-16-150536-2.
- Integratives Verwaltungsrecht? Analyse und Kritik des Bayerischen Integrationsgesetzes. Erlangen 2017, ISBN 3-96147-030-8.
- als Herausgeber mit Klaus Ulrich Schmolke: Menschenbilder im Recht. Tübingen 2019, ISBN 978-3-16-157697-3.
- Falldenken im Verwaltungsrecht. Ein systematisches Studienbuch. Berlin 2020, ISBN 978-3-662-60630-8.